# Cessna 620
Dimensions
Le Cessna 620 est un avion de transport américain des années 1950. Il n'a pas dépassé l'état de prototype.

## Histoire
En 1953 les responsables de la société Cessna annoncèrent leur intention de développer un avion de transport léger, apte aux missions d'affaires alors en plein développement. Leur nouvel avion, désigné Cessna 620, avait la particularité notable d'être un quadrimoteur alors que le constructeur ne concevait alors que des monomoteurs et des bimoteurs. L'usinage du prototype fut lancé fin 1955, il s'agissait alors du plus gros avion construit par l'entreprise. Son développement fut abandonné au bout de seulement cinquante heures de vol, l'avion n'étant pas jugé satisfaisant pour le marché américain de l'époque. Il a été mis à la ferraille.

## Architecture
Le Cessna 620 était un monoplan à aile basse cantilever construit en métal et disposant d'une cabine pressurisée pour l'accueil de 8 à 10 passagers. Il possédait un empennage cruciforme. Par ailleurs, il était doté d'un train d'atterrissage tricycle escamotable. un réservoir de carburant annexe avait été implanté au bout de chaque aile.
Sa propulsion était assurée par quatre moteurs Continental GSO-526A d'une puissance unitaire de 320 chevaux, entraînant chacun une hélice tractive tripale.